# Aldeia dos Fernandes
Aldeia dos Fernandes es una freguesia portuguesa del concelho de Almodôvar, con 20,48 km² de superficie y 619 habitantes (2001). Su densidad de población es de 30,2 hab/km².